# Observatório de Table Mountain
Vista aérea do observatório.
O observatório de Table Mountain (Table Mountain Observatory ou TMO) é um observatório astronômico usado pelo Jet Propulsion Laboratory (NASA/CALTECH). Ele está localizado na Floresta Nacional de Angeles perto de Wrightwood na Califórnia, a uma altitude de 2500 m.
O TMO realiza observações astrométricas de alta precisão para auxiliar as missões espaciais da NASA e de outras agências internacionais; ela confirma e adquire objetos geocruzadores como cometas e asteroides que poderiam um dia atingir a Terra.
O observatório possui telescópios de 0,40 m e 0,60 m, equipados de câmeras CCD.
O TMO faz parte do complexo Table Mountain Facility, ele está localizado à 130 km do JPL e à 6 km a noroeste de Wrightwood.
- Este artigo foi inicialmente traduzido, total ou parcialmente, do artigo da Wikipédia em inglês cujo título é «Table Mountain Observatory».